# Georgievsky (huyện)
Huyện Georgievsky (tiếng Nga: ? райо́н) là một huyện hành chính tự quản (raion), của Vùng Stavropol, Nga. Huyện có diện tích 1940 km², dân số thời điểm ngày 1 tháng 1 năm 2000 là 74200 người. Trung tâm của huyện đóng ở Georgievsk.